# As-Sàlih Sàlih
Al-Màlik as-Sàlih Salah-ad-Din Sàlih ibn an-Nàssir Muhàmmad —àrab: الملك الصالح صلاح الدين صالح بن الناصر محمد, al-Malik aṣ-Ṣāliḥ Ṣalāḥ ad-Dīn Ṣāliḥ ibn an-Nāṣir Muḥammad—, més conegut simplement com a as-Sàlih Sàlih, fou soldà mameluc bahrita o kiptxak del Caire (1351-1354). Fou el novè fill d'an-Nàssir Muhàmmad i el setè a regnar.
L'11 d'agost de 1351 el seu germà an-Nàssir Hàssan va abdicar sota pressió dels amirs Taz i Minkali que van posar al tron a al-Màlik as-Sàlih Salah-ad-Din Sàlih ibn Muhàmmad que tenia tres anys més. El seu visir era un antic cristià que s'havia convertit a l'islam i fou acusat de restar secretament cristià i deposat, sent torturat i obligat a reconèixer la seva culpa, i finalment desterrat. Llavors les persecucions contra els cristians van tornar i algunes restriccions pels cristians foren posades de nou en vigència com la prohibició de muntar a cavall i l'obligació de portar roba diferenciada; moltes esglésies foren destruïdes i els seus béns confiscats.
Sàlih fou deposat pels amirs Sarghitmix (atabak al-asakir) i Xaykhun (primer al-amir al-kabir o gran emir), el 20 d'octubre de 1354, i el seu germà an-Nàssir Hàssan restaurat. As-Sàlih fou empresonat i va morir a la presó set anys després (1361).